# Auchmeromyia senegalensis
Espèce
Auchmeromyia senegalensis est une espèce de mouches de la famille des Calliphoridae.

## Description
Auchmeromyia senegalensis est, sous sa forme imago, une mouche de 8 à 11 mm de longueur, la tête est jaune et le thorax brun. 
Au stade larvaire, qui comprend trois instars, elle se présente sous la forme d'un « asticot » hématophage obligatoire des mammifères qui cause des myiases épicutanées, y compris chez l'homme.

## Biologie
Le cycle de vie général d’Auchmeromyia senegalensis est similaire à celui de tous les autres diptères en ce sens qu'ils sont holométaboles. Les quatre stades sont l'œuf, la larve, la nymphe et l'adulte.
Le stade larvaire compte deux mues, soit trois instars. La femelle pond environ 300 œufs au cours de sa vie. La ponte se fait à même le sol meuble, généralement à proximité d'enclos à bétail, de terriers de mammifères, mais aussi des maisons ou des cases. Les larves sont hématophages obligatoires de mammifères, et, environ une fois tous les cinq jours, se déplacent vers l'hôte qui dort à même le sol, pour une ingurgitation qui dure une vingtaine de minutes. Les larves ne semblent pas vectrices d'infection. Pour prévenir les infestations humaines, il est recommandé de ne pas dormir au niveau du sol, mais de sur élever le couchage de 10 à 12 cm.

## Répartition.
On rencontre Auchmeromyia senegalensis en Afrique subsaharienne, y compris au Cap-Vert.

## Systématique
Le nom valide complet (avec auteur) de ce taxon est Auchmeromyia senegalensis (Macquart, 1851).
L'espèce a été initialement classée dans le genre Ochromyia sous le protonyme Ochromyia senegalensis Macquart, 1851,.
Auchmeromyia senegalensis a pour synonymes :
- Auchmeromyia tilhoi Surcouf & Guyon, 1912
- Cosmina latecincta Bigot, 1874
- Musca luteola Fabricius, 1805
- Ochromyia senegalensis Macquart, 1851
- Somomya subtranslucida Bertoloni, 1861

### Étymologie
Son épithète spécifique, composée de senegal et du suffixe latin -ensis, « qui vit dans, qui habite », lui a été donnée en référence à sa localité type, le Sénégal. 

### Publication originale
- (fr + la) Justin Macquart, Diptères exotiques nouveaux ou peu connus, vol. 4 - supplément 4B, Paris, Librairie Roret, 1851 (lire en ligne).